# Marios Karas
Marios Karas (Famagusta, 24 de outubro de 1974) é um futebolista de Chipre.

## Carreira
- 1992-93 :  Enosis Neon Paralimni
- 1993-94 :  Enosis Neon Paralimni
- 1994-95 :  Enosis Neon Paralimni
- 1995-96 :  Enosis Neon Paralimni
- 1996-97 :  Enosis Neon Paralimni
- 1997-98 :  Enosis Neon Paralimni
- 1998-99 :  Enosis Neon Paralimni
- 1999-00 :  Enosis Neon Paralimni
- 2000-01 :  Enosis Neon Paralimni
- 2001-02 :  Enosis Neon Paralimni
- 2002-03 :  Enosis Neon Paralimni
- 2003-04 :  Enosis Neon Paralimni
- 2004-05 :  Enosis Neon Paralimni
- 2005-06 :  Enosis Neon Paralimni
- 2006-07 :  Enosis Neon Paralimni
- 2007-08 :  Enosis Neon Paralimni